# Mariusz Jurasik
Mariusz Jurasik (ur. 4 maja 1976 w Żaganiu) – polski piłkarz ręczny, grający na pozycji prawoskrzydłowego lub rozgrywającego, trener.
W latach 1997–2012 reprezentant Polski (207 oficjalnych spotkań międzypaństwowych i 704 gole), uczestnik igrzysk olimpijskich (Pekin 2008), wicemistrz świata z 2007 (wybrany do „siódemki” turnieju i uznany najlepszym prawoskrzydłowym), brązowy medalista mistrzostw świata 2009.

## Kariera

### Klubowa
Mimo że na świat przyszedł w Żaganiu to swą przygodę z piłką ręczną rozpoczął w czasach szkolnych w Zrywie Zielona Góra. Następnie powrócił do swego rodzinnego miasta i rozpoczął grę w tamtejszym Sobieskim. W 1996 został zawodnikiem Iskry Kielce. Z zespołem tym dwukrotnie zdobywał mistrzostwo kraju (1998, 1999), raz Puchar Polski (2000), a w rozgrywkach 2000/2001 został królem strzelców ekstraklasy. Po sezonie odszedł do Wisły Płock (MP 2002), a w 2003 został graczem SG Kronau/Östringen. 6 stycznia 2009 podpisał trzyletni kontrakt z Vive Kielce. Oficjalnie zawodnikiem kieleckiego klubu stał się 1 lipca. W grudniu został wybrany do najlepszej siódemki świata w 2009 roku według magazynu „L'Équipe”. Przed sezonem 2012/2013, w związku z umożliwieniem jednoczesnej gry wszystkich obcokrajowców w kieleckim zespole, klub Vive Targi Kielce postanowił zakończyć współpracę z Mariuszem Jurasikiem w charakterze zawodnika. Po rozmowach z władzami klubu zdecydował się na rozpoczęcie pracy szkoleniowej z młodzieżowcami kieleckiej drużyny, jednak na początku października podpisał roczny kontrakt z katarską drużyną El Jaish. Problemy natury organizacyjno-finansowej tego klubu (spowodowane niezadowalającymi właściciela wynikami), doprowadziły do zerwania kontraktu przez Jurasika, który powrócił do Polski i 1 grudnia 2012 został graczem Powenu Zabrze (obecnie Górnika Zabrze). Jednocześnie od stycznia 2013 objął funkcję asystenta trenera w klubie.

### Reprezentacyjna
W seniorskiej kadrze narodowej zadebiutował mając 21 lat i 6 miesięcy – 25 października 1997 w wygranym 33:25 towarzyskim meczu przeciwko Litwie w Gdańsku. W 2002 wziął udział w swej pierwszej wielkiej imprezie międzynarodowej - Mistrzostwach Europy w Szwecji (był to zarazem premierowy występ Polski w turnieju finałowym ME), biało-czerwoni zajęli tam jednak dopiero 15 miejsce. Rok później wystąpił w swych pierwszych finałach mistrzostw świata (10 miejsce MŚ w Portugalii). W 2007 wywalczył srebrny medal Mistrzostw Świata w Niemczech, za co 5 lutego 2007 został odznaczony przez Prezydenta RP Lecha Kaczyńskiego Złotym Krzyżem Zasługi oraz Superpuchar. W lutym 2008 zajął 7 miejsce Mistrzostw Europy w Norwegii, a w maju – podczas wrocławskiego turnieju kwalifikacyjnego – wywalczył przepustkę do Igrzysk Olimpijskich w Pekinie (przegrana w ćwierćfinale z Islandią i ostatecznie 5 miejsce). W lutym 2009 zdobył brązowy medal Mistrzostw Świata w Chorwacji. Po zakończeniu tego turnieju oficjalnie ogłosił decyzję o rezygnacji z gry w barwach narodowych, choć - jak przyznał - podjął ją już we wrześniu 2008, tuż po powrocie z pekińskich Igrzysk. Mimo wszystko, w grudniu 2009 został przez Bogdana Wentę powołany w roli rezerwowego do szerokiej kadry na Mistrzostwa Europy 2010 w Austrii. Następnie, w wyniku kontuzji barku Pawła Piwki oraz problemów zdrowotnych Marcina Lijewskiego Jurasik znalazł się w ogłoszonej przez selekcjonera ścisłej kadrze na ten turniej, na którym Polacy zajęli 4 miejsce. Ogółem wystąpił w 27 meczach turniejów finałowych Mistrzostwa Świata (2003, 2007, 2009, 2011), co czyni go współrekordzistą z Marcinem Lijewskim), strzelając w nich łącznie 107 bramek (rekord kadry). W sumie w seniorskiej reprezentacji rozegrał 207 spotkań (9 miejsce w tabeli wszech czasów), zdobywając 704 bramki (8 miejsce w tabeli wszech czasów).

#### Bilans w reprezentacji seniorskiej
| Rok  | Liczba meczów | Liczba bramek |
| 1997 | 11            | 34            |
| 1998 | 16            | 52            |
| 1999 | 10            | 28            |
| 2000 | 12            | 42            |
| 2001 | 15            | 69            |
| 2002 | 19            | 77            |
| 2003 | 13            | 50            |
| 2004 | 7             | 19            |
| 2005 | 3             | 8             |
| 2006 | 3             | 5             |
| 2007 | 26            | 109           |
| 2008 | 27            | 104           |
| 2009 | 13            | 46            |
| 2010 | 16            | 35            |
| 2011 | 12            | 15            |
| 2012 | 4             | 11            |

## Sukcesy

### Klubowe
- 1998, 1999, 2002, 2010, 2012:  mistrzostwo Polski
- 2003, 2011:  srebrny medal mistrzostw Polski
- 1997, 2001,2014:  brązowy medal mistrzostw Polski
- 2000, 2010, 2011, 2012:  Puchar Polski
- 2009:  brązowy medal mistrzostw Niemiec
- 2019:  brązowy medal Mistrzostwa Polski Masters 2019 kat. +35 z AZS UJK Kielce

### Reprezentacyjne
- (Mistrzostwa Świata 2007)
- (Superpuchar 2007)
- (Mistrzostwa Świata 2009)

## Nagrody indywidualne, wyróżnienia
- 2001/2002 – król strzelców polskiej ekstraklasy
- 2007 – został odznaczony przez prezydenta Lecha Kaczyńskiego Złotym Krzyżem Zasługi
- 2007 – najlepszy prawoskrzydłowy Mistrzostw Świata
- 2009 – najlepsza siódemka świata roku 2009 według magazynu „L'Équipe”